# Prix de l'Excellence française
Le prix de l'Excellence française a été créé en 2009 par Maurice Tasler. Il distingue chaque année dans différents secteurs d’activité les plus dynamiques de notre pays, des personnalités en tant que telles, des sociétés et des institutions représentées par des hommes et des femmes qui, par leur talent, leur créativité et leur capacité d’innovation, participent au rayonnement de la France dans le monde. Il est soutenu par les pouvoirs publics mais aussi par plusieurs ministères (dont celui de la Culture et de la Communication, celui de la Défense).

## La cérémonie
La cérémonie de l’Excellence Française a lieu chaque année en décembre dans le cadre d’un lieu prestigieux en adéquation avec le thème principal du palmarès de l’année. À cette occasion, les lauréats reçoivent leur Prix – un diplôme et le Livre d'Or de l'Excellence Française. Ainsi, entre six et dix personnes sont distinguées chaque année, jugées les plus représentatives des secteurs d'activité dans lesquels la France brille à l'échelon mondial. Ce sont les lauréats de l’année précédente qui, à leur tour, sont invités à remettre les distinctions aux nouveaux lauréats. La cérémonie annuelle débute par une brève allocution du Président qui rappelle les objectifs de l’Excellence Française et les principales actions réalisées au cours de l’année qui se termine. Elle bénéficie généralement du parrainage d’une personnalité et se poursuit avec l’accueil d’un invité d’honneur. La cérémonie est ponctuée de nombreux documents et de prestations musicales, et se termine généralement par un cocktail dans un moment de convivialité et d’échange.
Les secteurs d’activité mis à l'honneur varient d'une année à l'autre afin de faire valoir le savoir-faire national.
Un ouvrage bilingue franco-anglais (nommé le Livre d'or de l'excellence française) diffusé dans le monde entier vient appuyer cette distinction. Il présente chaque année les lauréats distingués pour leur talent, leur créativité ou encore leur capacité d'innovation contribuant au rayonnement de la France dans le monde.

## Les lauréats
La liste des lauréats est publiée chaque année.

### 2009
La première cérémonie s'est déroulée au Bristol Paris. Ont été primés Pierre Cornette de Saint-Cyr, Alain Delon, Michel Desjoyeaux, Bernard Devauchelle, Georges Dubœuf, Éric Frechon, Alain Jacquier (ex-Atout France), David Khayat, William Kurtz (de la Patrouille de France), François Lesage (Ateliers de broderie), Sophie Le Tanneur (Daum), Jean Nouvel, Alain Dominique Perrin (de la Fondation Cartier) et Aude de Thuin (de l'organisation internationale Women's Forum for the Economy and Society).

### 2010
Onze lauréats ont reçu le prix 2010 à l'Hôtel Le Bristol Paris. Ont été primés : Jean-Jacques Aillagon (Château de Versailles), Jean-Pierre Cointreau (Champagne Gosset), Alice Dautry (Institut Pasteur), Michel Drucker, Denis Favier (GIGN), Marion Guillou (École Polytechnique), Anne Lauvergeon (AREVA), Jean-Yves Le Gall (Arianespace), Sébastien Loeb (Team Citroën), Philippe Mellier (Alstom Transport) et Mathilde Thomas (Caudalie).

### 2011
La cérémonie a été célébrée à l’hôtel de la Marine en présence des lauréats : Charles Edelstenne (Dassault Aviation), Christiane Lambert (FNSEA), Frédéric Banzet (Citroën), Francine Leca (Mécénat chirurgie cardiaque), Pierre-François Forissier (Marine nationale), Patrick Scicard (Lenôtre), Jacques Hardelay (STX France), Yves Coppens (Collège de France), Jean-Michel Faure (Cadre noir de Saumur) et Muriel Mayette-Holtz (Comédie Française).

### 2012
C'est au Bristol Paris que la cérémonie s'est déroulée le 21 novembre 2012 avec Bernard Charlès (Dassault Systèmes), Louis-Marc Chevignard (Confrérie des chevaliers du Tastevin), Anne-Marie Descôtes (Agence pour l'enseignement français à l'étranger (AEFE)), Jean-Baptiste Estachy (Peloton de gendarmerie de haute montagne - PGHM) de Chamonix-Mont-Blanc en Haute-Savoie, Robert Four (Manufacture des Tapisseries d'Aubusson), Hubert Martigny (Pianos Pleyel), Thierry Oriez (Christofle), Teddy Riner, Jean-Dominique Senard (Michelin) et Guillaume Tripet (Montres L.Leroy).

### 2013
La remise des prix a eu lieu à l'Hôtel des Invalides en présence de l'invitée d'honneur, l'ambassade de la République Fédérale d'Allemagne en France. Ont été primés : Thierry Maloux (CABAT), Yann Caillère (Sofitel Luxury Hotels), Gabriel de Broglie (Institut de France), Jean d'Haussonville (Château de Chambord), Alain Carpentier (CARMAT), Pierre Donnersberg (Siaci Saint Honoré), Alexandre de Juniac (Air France KLM) et Patrice Piveteau (Cognac Frapin). Le prix ajoute à cette liste un palmarès spécial « Artistes français » : Michel Bouquet, Natalie Dessay, Lou Doillon, Marie-Agnès Gillot, Bertrand Lavier, Sarah Moon, Edgar Moreau, Jean-Luc Ponty, Philippe Starck, Albert Uderzo.

### 2014
Cette année là, le prix a rendu un hommage particulier aux combattants de la Grande Guerre avec en invitée d’honneur, la Mission du centenaire de la Première Guerre mondiale, représentée par le général d'armée Elrick Irastorza son président, et Joseph Zimet son directeur général à l'hôtel des Invalides. Ont été représentés : l’Organisation du traité de l'Atlantique nord  par le commandant allié Transformation Jean-Paul Paloméros, le groupe SAFRAN par son président, Jean-Paul Herteman, Paris Aéroport par son président Augustin de Romanet, le Centre national d'études spatiales (CNES) par son président Jean-Yves Le Gall, ainsi que la compagnie Ponant par son président Jean-Emmanuel Sauvée, l’Opéra de Paris par sa directrice Brigitte Lefèvre, le Rosé de Provence par Valérie Rousselle et le groupe Edmond-de-Rothschild par sa vice-présidente Ariane de Rothschild. La cérémonie a été animée par Philippe Dessaint journaliste de TV5 Monde, partenaire de l'événement.

### 2015
La cérémonie s'est déroulée le 17 novembre 2015 à la Philharmonie de Paris avec comme invité d'honneur la grande chancellerie de la Légion d'honneur. Sont primés : Damien Striebig (Garde républicaine), Laurent Bayle (Philharmonie de Paris), Henri de Castries (AXA), Thierry Oriez (J.M. Weston), Maurice Ricci (Akka Technologies) et Claude Lelouch, auquel s'est ajouté un palmarès spécial « Produits du terroir français »,.

### 2016
Le 30 novembre 2016, l'invitée d'honneur de la cérémonie au Cercle national des armées a été Geneviève de Galard. Ont été primés : Christophe Jacquot (Établissement de communication et de production audiovisuelle de la Défense (ECPAD)), Muriel Mayette-Holtz (Académie de France à Rome), Pierre-André de Chalendar (Saint-Gobain) et Guy Vallancien (Académie de Médecine). Un spécial hommage aux Forces armées françaises a été rendu pour saluer leur action au service de la défense et de la sécurité des Français.

### 2017
La cérémonie a eu lieu le 6 décembre 2017 à la Cité des Sciences et de l'Industrie, et a mis particulièrement le spatial à l'honneur en attribuant le « Prix spécial Innovation spatiale » (élaboré avec le CNES) à l'astronaute Thomas Pesquet et à huit startups innovantes, ayant un an à six ans d’existence, sélectionnées et illustrant parfaitement le dynamisme du secteur spatial français : Airmems, Delairtech, Earthcube, E-Odyn, Géoflex, Nawatechnologies, Starburst Accelerator et Thrustme. Le millésime 2017 a été également honoré Benoît Favier (directeur général des cuisines La Cornue), Christian Forestier (président du Comité d’organisation des expositions du travail-Comité d'organisation des Expositions du Travail-Meilleur ouvrier de France), Marc Francina (maire d'Évian-les-Bains, André J. Cointreau (École de Cuisine et de Pâtisserie Le Cordon Bleu).

### 2018
La cérémonie a eu lieu le 5 décembre 2018 à l'auditorium de la Tour AccorHotels et a mis à l'honneur Antoine Frérot (Veolia), Jean-Claude Bellanger (Les Compagnons du devoir et du Tour de France), le Pr Gérard Saillant (président de l'Institut du cerveau et de la moelle épinière), Maryline Gygax Généro (médecin général des armées du Service de santé des armées), l'architecte, urbaniste et designer Jean-Michel Wilmotte. Un nouveau prix spécial de la plus belle réalisation de l'année a été attribué aux jardins à la française du château de Chambord et remis au directeur général de Chambord, Jean d'Haussonville, par le général de division Damien Striebig, commandant la Garde républicaine. Lors de la seconde partie de la cérémonie, le prix spécial de l'Intelligence Artificielle a été attribué à dix jeunes pousses : Bioserenity, Bô, Miguel Chevalier (artiste de l'Art visuel et du Numérique), Fifty-Five, Masa Group SA, Navya, Snips, Sunibrain, Ubiant et Walnut Algorithms.

### 2019
La cérémonie a eu lieu le 5 décembre 2019 à l’Auditorium Austerlitz de l’Hôtel national des Invalides. Ont été mis à l'honneur Mgr Chauvet, recteur de la cathédrale Notre-Dame de Paris, le général de brigade Denis Mistral (commandant de la Légion Étrangère), le préfet Pierre de Bousquet (Coordonnateur national du Renseignement et de la Lutte contre le Terrorisme, CNRLT), Jean-Luc Martinez (président-directeur du Musée du Louvre), Jean-André Charial (Domaine de Baumanière), Jérôme Selmer (Henri Selmer Paris), Jean-Victor Clerico (Moulin Rouge). Le Prix de la plus belle réalisation de l’année a été décerné à l’exposition intitulée Couleurs de la Chine contemporaine — Une passion de collectionneurs. Le CNES, lauréat des éditions 2014 et 2017, a célébré le dixième anniversaire du Prix de l'Excellence française en présentant le film Le CNES au service de l’Excellence Française.

### 2020
La cérémonie 2020 a mis à l'honneur Jean-Dominique Senard (Président du Conseil d’administration de Renault), Alain Mérieux (Président de l'Institut Mérieux), François Houpert (Équipement de cuisines professionnelles – ENODIS) et Hervé Gaymard (Histoire et mémoire de la France — Fondation Charles de Gaulle). 19 professions au service des Français, qui ont particulièrement été en première ligne durant la première période de confinement de la pandémie de Covid-19, ont été également mises à l'honneur lors de cette cérémonie. L'association de l'Excellence française a fait appel à des institutions, des organismes et des entreprises de référence dans leur domaine d'activité afin que leur soit proposés des représentants de ces différentes professions qui ont permis au pays de fonctionner pour l'essentiel au cours de cette période. Même si le palmarès n'est pas exhaustif, l'excellence Française souhaitait honorer tout ces anonymes, à travers 19 invités d'honneur, pour toutes les qualités dont ils ont fait preuve : bienveillance, civisme, sens du devoir au service de tous sans pour autant revendiquer quoi que ce soit. Ont ainsi été mis en lumière Nathalie Renard (factrice — La Poste), Sébastien Storck (SAMU), le capitaine Hugues Bonn (Sapeur-pompier de Paris), le professeur Alexandre Demoule (Médecin-réanimateur), Catherine Faivre-Pierret (agricultrice — FNSEA), le caporal-chef Iouryi Antaniouk (militaire — Légion étrangère), Cécile Mesaize (enseignante — Éducation nationale), Marie Adi (auxiliaire de vie — Vitalliance), Fanny Bernard (infirmière — AP-HP Sorbonne-Université), le Docteur Armand Semerciyan (médecin généraliste), le colonel Christophe Husson (Gendarmerie Nationale), Josiane Lei (maire d'Évian-les-Bains), Rodolphe Landemaine (artisan-boulanger), Rémy Baff (chauffeur-livreur - Groupe Pomona), Isabelle Adenot (pharmacienne - Haute Autorité de Santé), Sophie Duffault (conductrice en mono-rippage - Veolia Propreté), Micheline Peytavy (hôtesse de caisse - Groupe Casino), Pierre-Marie Duthu (fonctionnaire de Police), Olivier de Lagarde (Président du Press Club de France).

### 2021
La 13e cérémonie a eu lieu le 7 décembre 2021 en partenariat avec le Press Club de France et TV5Monde dans l’Amphithéâtre Valin de l’Hexagone Balard. La coopération européenne notamment dans le domaine spatial a été mise en avant par un message, en direct de Houston, de l’astronaute Thomas Pesquet de l’ESA, membre d’honneur 2017 de l’Excellence Française. La remise des prix a ensuite eu lieu avec un palmarès prestigieux sur le thème de la sécurité, de l’indépendance et de la souveraineté : Frédéric Veaux (directeur général de la Direction générale de la Police nationale), le Docteur Gilles Bloch (président de l'Inserm), le général de division aérienne Didier Tisseyre (commandant de la Cyberdéfense française), François Jacq (administrateur général du Commissariat à l’Énergie Atomique), et le général de division Jean-Marie Gontier (commandant de la Brigade de Sapeurs-Pompiers de Paris). Le général de division Denis Mistral (S-C EM Opérations Aéroterrestres), a ensuite délivré le message de la ministre déléguée auprès de la ministre des Armées, Geneviève Darrieussecq avant de remettre les Prix de l’Excellence Française dans le secteur « Enseignement » aux six Lycées de la Défense : le Prytanée national militaire de La Flèche (Chef de corps, le Colonel Emmanuel Dosseur), le Lycée militaire de Saint-Cyr-l’École Chef de corps, le colonel Nicolas James), le Lycée militaire d'Autun (Chef de corps, le colonel Pierre Truquet), le Lycée militaire d'Aix-en-Provence (Chef de corps, le colonel Christophe Lhomme), l’École des Pupilles de l’Air et de l’Espace (Commandant, le colonel Yann Villevieille), et le Lycée naval de Brest (Commandant, le capitaine de vaisseau Sébastien Houël).

### 2022
La 14e cérémonie a eu lieu le 30 novembre 2022 dans l’auditorium André et Édouard Michelin de l’Automobile Club de France (ACF). Le palmarès, sur le thème de la transmission des savoir-faire et de la tradition, a récompensé et mis en lumière l'Automobile Club de France représenté par son président Louis Desanges, le Château de Fontainebleau représenté par sa présidente, Marie-Christine Labourdette, le Musée de l'Air et de l'Espace représenté par sa directrice, Anne-Catherine Robert Hauglustaine, la Fondation Belem représentée par son président, Jean-Charles Filippini et le secteur musique avec le violoncelliste Gautier Capuçon.
Le palmarès spécial de ce millésime a par ailleurs été consacré au rôle et à la place des femmes dans l’agriculture contemporaine. En présence de Marc Fesneau, le ministre de l’Agriculture et de la Souveraineté alimentaire, Christiane Lambert, Présidente de la FNSEA, a remis les Prix de l’Excellence Française dans le secteur agricole à dix agricultrices : Marie-Thérèse Bonneau, Marianne Dutoit Gerbeau, Anne Gautier, Georgia Lambertin, Chantal Legay, Christine Maillet, Patricia Maussion, Manon Pisani, Sarah Singla et Anne-Claire Vial. La cérémonie s'est terminée par le cocktail de l’ACF dans ses salons historiques avec une vue exceptionnelle sur la place de la Concorde.

### 2023
La quinzième cérémonie de remise des prix de l'Excellence Française a eu lieu le mercredi 6 décembre 2023 au musée national de la Marine sous le parrainage de Madame Catherine Colonna, Ministre de l’Europe et des Affaires étrangères. Le professeur Alain Aspect, Prix Nobel de Physique 2022, invité d’honneur de la cérémonie a été présenté par la professeure Françoise Combes, astrophysicienne et vice-présidente de l’Académie des Sciences. Un hommage a été rendu à deux membres de l’Excellence Française disparus dans l’année, Maître Pierre Cornette de Saint Cyr, commissaire-priseur, membre de la 1ère heure en 2009 et au général Jean-Louis Georgelin, qui était entré dans l’Excellence Française en 2015 en tant que Grand Chancelier de la Légion d’honneur. A suivi un palmarès prestigieux et éclectique mettant à l’honneur les savoir-faire français haut de gamme avec dans le secteur Grandes Institutions La Monnaie de Paris représentée par son Président-directeur général, Monsieur Marc Schwartz, dans le secteur Cybersécurité le ComCyberGend représenté par son commandant, le général de division Christophe Husson, dans le Secteur Recherche et Enseignement supérieur l’Université Paris-Saclay représentée par sa présidente Madame Estelle Iacona et dans le secteur Culture Loisirs et Tourisme le musée national de la Marine représenté par son directeur, le commissaire général de 1ère classe (2S) Vincent Campredon. Le Prix de la plus belle réalisation de l’année a été également décerné à l’Institut Faire Faces représenté par son président Fondateur le Professeur Bernard Devauchelle, un centre de recherche et d’enseignement dédié à la chirurgie maxillo-faciale, unique en Europe. Le cocktail a eu lieu à l’auditorium Eric Tabarly permettant aux membres et à leurs invités de se retrouver et de pouvoir échanger librement dans une ambiance très conviviale. La soirée fut animée par Dominique Laresche, rédactrice en chef Objectif Monde chez TV5MONDE et ponctuée par la remise des diplômes et de l'Edition 2023-2024 du Livre d’Or de l’Excellence Française.

### 2024
La seizième cérémonie de remise des prix de l'Excellence Française a eu lieu le mercredi 4 décembre 2024 à l’Hôtel national des Invalides. Présenté par Monsieur Philippe Baptiste, Président du CNES, Monsieur Étienne Klein, philosophe des sciences et directeur de recherches au Commissariat à l'énergie atomique et aux énergies alternatives (CEA)  était l’invité d’honneur de la cérémonie. Un hommage a été rendu à trois membres de l’Excellence Française disparus dans l’année, Madame Geneviève de Galard, invitée d’honneur de la cérémonie 2015, le Pr. Francine Leca, lauréate 2011 de l’Excellence Française et enfin Alain Delon, lauréat 2009 de l’Excellence Française. A suivi un palmarès prestigieux et éclectique mettant à l’honneur les savoir-faire français haut de gamme avec dans le secteur Enseignement supérieur l’Université franco-allemande représentée par son Vice-Président, le Pr. Philippe GRÉCIANO, dans le secteur Entreprise de services du numérique Capgemini représenté par son Directeur général, Monsieur Aiman EZZAT et dans le secteur Grandes institutions  l’Hôtel national des Invalides représenté par le Gouverneur des Invalides, le Général de corps d’armée Christophe de SAINT-CHAMAS. Durant la cérémonie, une animation « Les personnalités du Passé » a été projetée sur une Musique de Georges Delerue « Concerto de l’Adieu » interprétée en live par le Légionnaire Khongor BATTULGA, violoniste de la Musique de la Légion étrangère. Cette année, un palmarès spécial était consacré au Service de Santé publique de la France métropolitaine et de l’Outre-Mer à travers ses Régions et leurs CHU respectifs mettant ainsi à l’honneur la diversité et la qualité des services de Santé publique de notre pays qui accueillent et soignent avec un très grand professionnalisme toutes celles et ceux qui souffrent. Un cocktail a eu lieu dans la Salle Turenne - ancien réfectoire ornée de fresques murales de la fin du XVIIe siècle illustrant la gloire des grandes campagnes militaires de Louis XIV - permettant aux membres et à leurs invités de se retrouver et de pouvoir échanger librement dans une ambiance très conviviale. La soirée était animée par Dominique Laresche, rédactrice en chef Objectif Monde chez TV5MONDE et ponctuée par la remise des diplômes et de l'Edition 2024-2025 du Livre d’Or de l’Excellence Française.